# Philip Sajet
Philip Sajet (Amsterdam, 15 oktober 1953) is een Nederlands beeldend kunstenaar die actief is als sieraadontwerper en edelsmid.

## Biografie
Sajet volgde een opleiding aan de Gerrit Rietveld Academie (1977-1981) te Amsterdam, waar hij les kreeg van onder meer Onno Boekhoudt, Karel Niehorster en Jan Elders. Sajet heeft stage gelopen in Italië, bij Francesco Pavan (1981).
Het oeuvre van Sajet is kleurrijk. Buiten diverse edelstenen past hij regelmatig de emailleertechniek toe.
In 2007 ontving Sajet de Marzee Prijs.